# نيل مارتن (مهندس)
نيل مارتن (بالإنجليزية: Neil Martin)‏ هو مهندس بريطاني، ولد في 3 سبتمبر 1972.